# Amt Hohensolms
Das Amt Hohensolms ist ein ehemaliger Verwaltungs- und Gerichtsbezirk im heutigen Bundesland Hessen, der ohne Unterbrechungen vom Mittelalter bis ins Jahr 1816 bestand. Danach wurde die Gerichtsbarkeit im Justizamt Hohensolms und die Verwaltung in der Bürgermeisterei Hohensolms (später in Amtsbürgermeisterei Hohensolms umbenannt) fortgeführt. Dieses neue Amt Hohensolms wurde 1934 aufgelöst.

## Entstehung
Die Entstehung des Amts Hohensolms geht auf das Territorium der Grafen von Solms zurück, die im Laufe des Mittelalters die Landesherrschaft u. a. in einem zusammenhängenden Gebiet nördlich von Wetzlar errungen hatten. Dieses umfasste neben den beiden Schlössern Hohensolms und Königsberg sowie den zwei gleichnamigen Städten Hohensolms und Königsberg 17 weitere Ortschaften: Ahrdt, Altenkirchen, Bermoll, Bischoffen, Blasbach, Erda, Frankenbach, Großaltenstädten, Hermannstein, Mudersbach, Naunheim, Niederweidbach, Oberlemp, Oberweidbach, Roßbach, Waldgirmes und Wilsbach sowie den Hof Haina.
1350 wurden die Landgrafen von Hessen durch Kauf Miteigentümer dieses Gebiets. Hessen und Solms teilten sich fortan gemeinsam die Verwaltung des gesamten Gebiets. Die Verwaltungsgeschäfte führten ein solmsischer Amtmann mit Sitz in Hohensolms und ein hessischer Amtmann mit Sitz in Königsberg. Zur weiteren Beamtenschaft gehörten unter anderem ein Keller bzw. Rentmeister für die Verwaltung der Einkünfte. 
Da die gemeinsame Verwaltung immer wieder Anlass für Streit bot, wurde das Land 1629 geteilt. Aus der Teilung gingen die beiden selbstständigen Ämter Hohensolms und Königsberg hervor. Eine Sonderrolle nahm Hermannstein ein, das ebenfalls zu dem hessisch-solmsischen Gemeinschaftsbesitz gehörte, jedoch bei einer innersolmsischen Teilung 1420 an Solms-Braunfels und nicht an Solms-Lich gefallen war. So wurde es hessischerseits stets von Königsberg aus verwaltet und blieb ab 1629 auch beim Amt Königsberg, nach Hohensolms jedoch war es, im Gegensatz zu allen übrigen Orten des Gebiets, nicht fron- und abgabenpflichtig.
Das 1629 neu abgegrenzte Amt Hohensolms umfasste neben Schloss und Stadt Hohensolms als dem zentralen Ort noch die Orte Ahrdt, Altenkirchen, Bermoll, Blasbach, Erda, Großaltenstädten, Mudersbach, Oberlemp und seit 1699 das wieder neu gegründete Bellersdorf. Die Einwohnerzahl war gering. So gab es innerhalb des Amts im Jahr 1682 nur etwa 160 Haushalte.

## Landesherrschaft

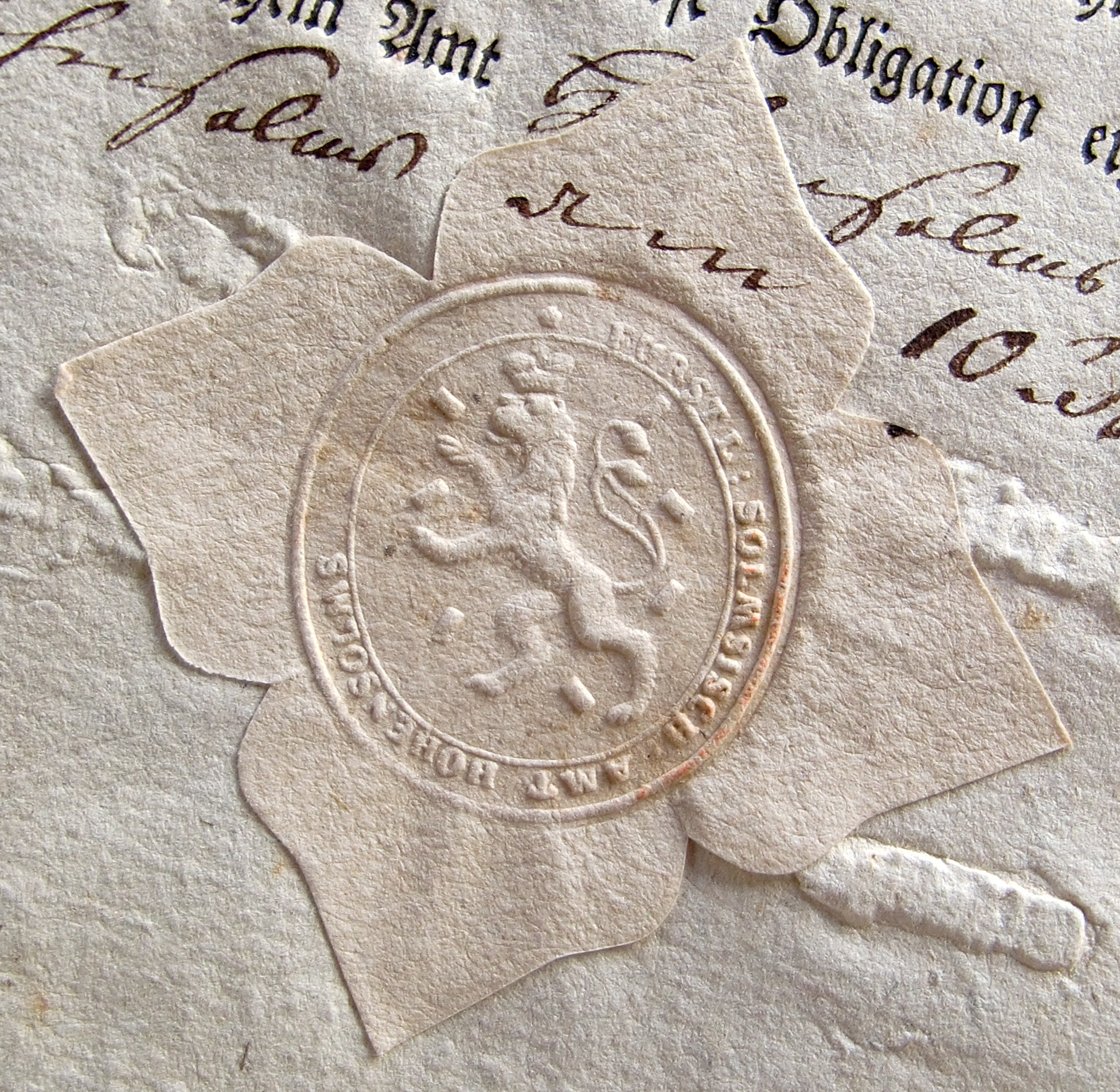
Papiersiegel des Fürstlich Solmsischen Amtes Hohensolms um 1800

Die Landesherrschaft übten die Grafen von Solms-Hohensolms aus, deren Grafschaft mit dem Amt Hohensolms im Wesentlichen identisch war, erweitert nur noch um das kleine Amt Nieder-Weisel in der Wetterau mit drei weiteren Ortschaften.
Auch nach der Trennung von 1629 waren die Grafen von Solms-Hohensolms nicht alleiniger Souverän im Amt Hohensolms, da die Aufsicht über das Schul- und Kirchenwesen auch weiterhin Hessen und Solms gemeinsam verblieben war. Zudem unterstand ein Viertel des Amts Hohensolms noch den Grafen von Solms-Lich, die zu dessen Verwaltung auch eigene Bedienstete im Amt einsetzten. Dieser Zustand sowie die daraus resultierenden Streitigkeiten fanden ein Ende, als die Grafschaften Hohensolms und Lich 1718 zur neuen Grafschaft Solms-Hohensolms-Lich vereinigt wurden. Fortan bestand die ganze Grafschaft (ab 1792 Fürstentum) aus den drei Ämtern Hohensolms, Lich und Nieder-Weisel.
Die wirtschaftliche Struktur des Amts Hohensolms war überwiegend bäuerlich. Deutliche Unterschiede bestanden hinsichtlich des rechtlichen Status der einzelnen Ortschaften. Besonders privilegiert war die Stadt Hohensolms, die gegen Zahlung eines sogenannten Küchengeldes in Höhe von 720 Gulden jährlich von weiteren Abgaben und Frondiensten für den Landesherrn befreit war. Daneben genoss auch Bellersdorf eine gewisse Sonderstellung, da es gegen eine jährliche Zahlung von 120 Gulden Dienstfreiheitsgeld ebenfalls von allen weiteren Verpflichtungen befreit war. Alle übrigen Ortschaften standen dagegen unter der Leibeigenschaft und waren dem Landesherrn abgaben- und frondienstpflichtig.

## Nassau
Nach der Mediatisierung des Hauses Solms-Hohensolms-Lich fiel das Amt Hohensolms 1806 an Nassau-Weilburg und wurde der Administrationskommission und dann dem nassauischen Regierungsbezirk Wiesbaden angeschlossen.
Die politische Verantwortung lag weiterhin in den Händen eines Amtmanns. Der letzte solmsische Amtmann war Ludwig Franz. Die nassauische Regierung übertrug die Aufsicht über das Amt 1806 zunächst kommissarisch dem Amtmann des Amtes Atzbach, Müller. Mit der Bildung des Herzogtums Nassau war das Amt Hohensolms eines der 63 Ämter des Herzogtums.  

## Preußen
Deutliche Folgen hatte der Übergang des Amts an Preußen am 31. Mai 1815. Zunächst wurde aus den ehemals solmsischen Ämtern Braunfels, Greifenstein und Hohensolms ein Kreis Braunfels gebildet, welcher aber schon am 31. August 1822 wieder aufgelöst und dem Kreis Wetzlar angegliedert wurde. Der Kreis Wetzlar gehörte zur preußischen Rheinprovinz, deren Regierung ihren Sitz in Koblenz hatte. Dem Kreis stand ein Landrat mit Sitz in Wetzlar vor. Das Kreisgebiet war verwaltungstechnisch in mehrere Bürgermeistereien eingeteilt, von denen eine ihren Sitz in Hohensolms einrichtete. Der Bezirk der neue Bürgermeisterei Hohensolms war jedoch vom Umfang her identisch mit dem alten Amt Hohensolms. 1836 zählte sie 3245 Einwohner.
War der Fürst zu Solms-Hohensolms-Lich auch nicht mehr der Landesherr, so blieb er doch als sogenannter Standesherr im Besitz seiner Domänen (Schlösser, Güter, Grundbesitz etc.) samt der daraus resultierenden Einkünfte. Zudem unterstand ihm bis 1848 die Niedere Gerichtsbarkeit, für die er im Amt Hohensolms eine Behörde unter der Bezeichnung Fürstliches Justizamt einsetzte.
Das preußische Gesetz über die Regelung verschiedener Punkte des Gemeindeverfassungsrechts vom 27. Dezember 1927 benannte die Bürgermeistereien der Rheinprovinz in Ämter um. Damit wurde die Bürgermeisterei Hohensolms zum Amt Hohensolms.

## Auflösung des Amts

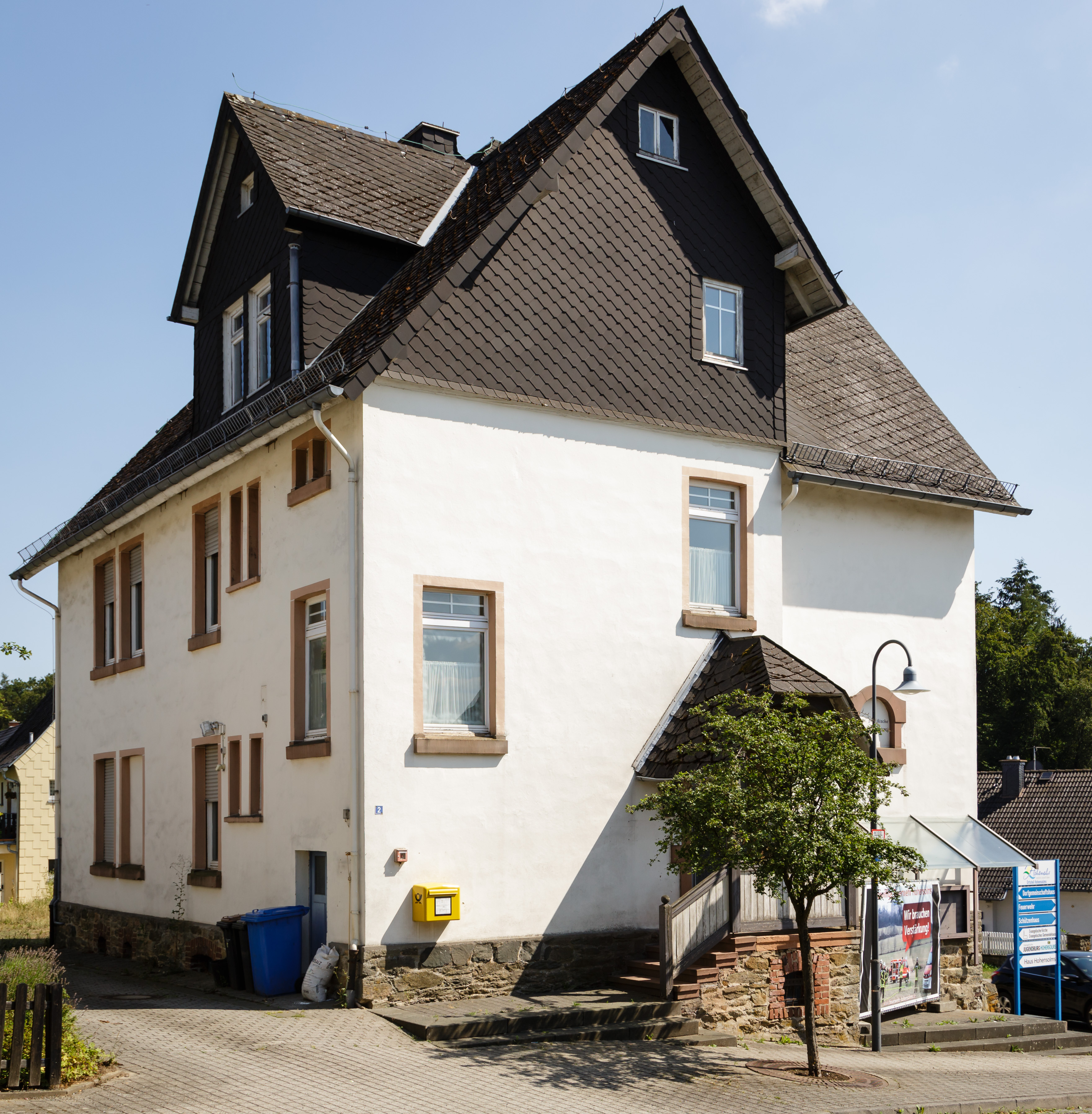
Ehemaliges Amtsgebäude der preußischen Amtsbürgermeisterei in Hohensolms von 1908

Das Ende des Amts Hohensolms kam mit dem Wechsel des Kreises Wetzlar von der preußischen Rheinprovinz (Regierungsbezirk Koblenz) zur Provinz Hessen-Nassau (Regierungsbezirk Wiesbaden) am 1. Oktober 1932. Zur Anpassung an die dortigen Verwaltungsstrukturen wurde die Amtsbürgermeisterei nach einer Übergangsphase am 1. April 1934 aufgelöst. Jedes Dorf wurde nun selbstständig und bekam seinen eigenen Bürgermeister. Das Amtsgebäude wurde für 16.000 Mark an die Gemeinde Hohensolms verkauft, die es weiterhin als Bürgermeisteramt nutzte.
Reste der zentralen Verwaltung blieben aber auch nach der Auflösung der Amtsbürgermeisterei erhalten So befand sich etwa das Standesamt für die zehn ehemaligen Amtsortschaften noch einige Jahre zentral in Hohensolms. Darüber hinaus bildeten die zehn nunmehr selbstständigen Gemeinden eine gemeinsame Zweckverbandskasse.
In der 1972 neu gebildeten Großgemeinde Hohenahr sind immerhin sechs der ehemals zehn Amtsortschaften wieder in einem Verwaltungsbezirk vereint.

## Amtmänner
- Johann Heinrich Reysser (1627)[2]
- Hermann Neurath[3]
- Johann Georg von Purgold[4]